# ديفيد كوبرفيلد (رواية)
ديفيد كوبرفيلد (بالإنجليزية: David Copperfield)، وأيضاً يكتب « دايڤد كوپرفيلد »، هي رواية من تأليف تشارلز ديكنز أصدرها عام 1850. وتعتبر من أشهر رواياته وتمثل ترجمة ذاتية، لأن مجموعة من عناصر الرواية استمدت من أحداث وقعت في حياة ديكنز. ولقد قال في مقدمته لطبعة للرواية عام 1867 :" كباقي الآباء والأمهات، لي في أعماق قلبي ابن مفضل اسمه ديفيد كوبرفيلد.

## ملخص القصة
«ديفيد كوبرفيلد» قصة ولد مات أبوه قبل ستة أشهر من ولادته، عاش سنواته الأولى بسعادة مع أمه «كلارا» ومدبرة المنزل المحبوبة «بيغوتي» لسنوات، وكان مركز حبهم، في أحد الأيام جاء زوج امه لزيارتهم يدعى «إدوارد ميردستون», الذي لم يشاهده ديفيد من قبل وكان قاسيا جدا. الآن ديفيد وأمه أصبحا تحت رحمة «السيد ميردستون» الذي تعود على معاقبته. ذات مرة بينما كان يوبخه على عدم المذاكرة، عضه ديفيد في يده وأخبره انه لا يحبه، مما جعل زوج الام يحبسه في غرفته لمدة خمسة أيام، ثم أرسله بعدها إلى مدرسة «بيت سالم» الداخلية، حيث تلقى معاملة قاسية من مدير المدرسة «مستر كريكل» ومعاونه (ونائب المدير), المنفعة الوحيدة التي استفاد منها ديفيد من ذهابه إلى المدرسة هي أنه كون صداقة مع «تومي ترادلز» و «جيمس ستير فورث». بسبب وحشية «ميردستون» توفيت أمه ومولودها الجديد. بعد الجنازة قرر «ميردستون» إرسال «ديفيد» إلى لندن للعمل في مخزنه. وعاش مع «ويلكنز» و «ايما ميكابير». ثم امد ميكابير الولد الصغير ببعض ما يعينه على البؤس الذي واجهه أثناء إقامته هناك. وتذكر ديفيد بأن أمه تحدثت عن عمته التي تعيش قرب دوفر. في أحد الأيام قرر الذهاب إلى عمته، لذا مشى من لندن إلى كوخ عمته في دوفر. وبعد اللقاء، تبنته العمة «بتيسي» وأرسلته إلى مدرسة «دكتور سترونغ» إحدى أفضل المدارس في كانتربيري. هناك تلقى التعليم الجيد وعاش مع «السيد ويكفيلد» وبنته «أجنيس». بعد الانتهاء من الدراسة، ترك ديفيد كانتربيري إلى لندن، وقرر ان يصبح محاميا، فذهب إلى مكتب «السيد سبنلو» حيث قابل بنت سبنلو الجميلة التي اسمها «دورا» وتزوج بها، لكن بعد سنوات قليلة توفيت مباشرة. وعاش مع احزانه بعد ان علم بخبر غرق صديقه «جيمس ستيرفورث» هو و «هام» الذي كان يحاول انقاذه. لكن بعد سلسله من الأحداث، يغادر ديفيد إلى سويسرا متمنيا ايجاد الراحة في الجمال البري للألب. بينما كان يعيش هناك عمل كوبرفيلد على انهاء كتابه وارسله «ترادلز» الذي نشره. وبعد ثلاثة سنوات قرر ديفيد كوبرفيلد العودة إلى إنجلترا، وهناك تزوج اجنيس التي كانت تحبته دائماً والتي وجد معها السعادة الحقيقية، وانجبا العديد من الأبناء وأصبح لاحقا روائيا ناجح.

## التحليل
تتناول القصة في أحد جوانبها تأثير غياب الأب في حياة الأبناء
The father appears to play an important role in the novel.David was affected by his lack of a father, the lack of guidance

## الشخصيات في الرواية
- السيد مردستون - زوج الام
- كلارا– ام ديفد
- السيدة بيغوتتي - مدبرة المنزل

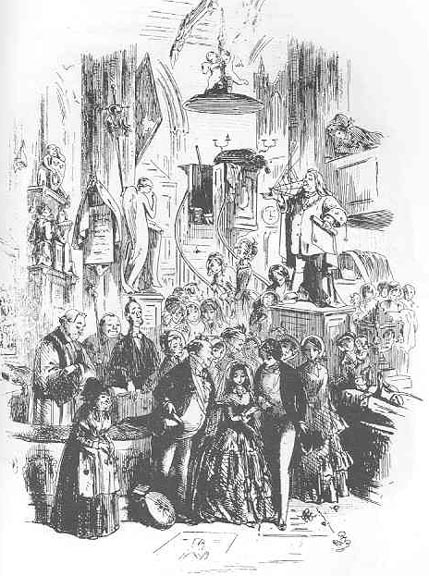
"I am married". Etching by Phiz.

- تومي ترادليز، جيمس ستيرفورث - أصدقاؤه في المدرسة
- هام - ابن عم السيدة بيغوتتي
- إيميلي - ابنة أخت السيدة بيغوتتي (وقد عاش معهم ديفيد في لندن)
- بتسي ترتوود - عمة الأب
- أغنيس - الزوجة الثانية
- سبينلو - المحامي
- دورا ويفيل - الزوجة الأولى
- السيد كريكل - صاحب المدرسة، شخص قاسٍ ونائب المدير

## النشر
مثل معظم روايات تشارلز ديكنز، نُشرت «ديفيد كوبرفيلد» في 19 عددًا شهريًا، تحتوي على 32 صفحة من النصوص وصفحتين من الرسوم التوضيحية بواسطة هابلوت نايت براون.
- I – May 1849 (chapters 1–3);
- II – June 1849 (chapters 4–6);
- III – July 1849 (chapters 7–9);
- IV – August 1849 (chapters 10–12);
- V – September 1849 (chapters 13–15);
- VI – October 1849 (chapters 16–18);
- VII – November 1849 (chapters 19–21);
- VIII – December 1849 (chapters 22–24);
- IX – January 1850 (chapters 25–27);
- X – February 1850 (chapters 28–31);
- XI – March 1850 (chapters 32–34);
- XII – April 1850 (chapters 35–37);
- XIII – May 1850 (chapters 38–40);
- XIV – June 1850 (chapters 41–43);
- XV – July 1850 (chapters 44–46);
- XVI – August 1850 (chapters 47–50);
- XVII – September 1850 (chapters 51–53);
- XVIII – October 1850 (chapters 54–57);
- XIX-XX – November 1850 (chapters 58–64).

## تفاصيل الإصدارات
- 1850, UK, Bradbury & Evans ?, Pub date 1 May 1849 and 1 November 1850, Serial (first publication as serial)
- 1850, UK, Bradbury & Evans ?, Pub date ? ? 1850, Hardback (first book edition)
- 1981 (Reprinted 2003) UK, مطبعة جامعة أكسفورد ISBN 0-19-812492-9 Hardback, Edited by Nina Burgis, The Clarendon Dickens (considered the definitive editions of Dickens's works) 781 pages
- 1990, USA, W W Norton & Co Ltd ISBN 0-393-95828-0, Pub date 31 January 1990, Hardback (Jerome H. Buckley (Editor), Norton Critical Edition – contains annotations, introduction, critical essays, bibliography and other material.)
- 1994, UK, Penguin Books Ltd ISBN 0-14-062026-5, Pub date 24 February 1994, Paperback
- 1999, UK, Oxford Paperbacks ISBN 0-19-283578-5, Pub date 11 February 1999, Paperback

and many others